# Ioan al II-lea Comnenul
Ioan al II-lea Comnenul (n. 13 septembrie 1087, Constantinopol, Imperiul Roman de Răsărit – d. 8 aprilie 1143, Cilicia, Imperiul Roman de Răsărit) a fost împărat bizantin între 15 august 1118 – 8 aprilie 1143, unul din cei mai de succes comandanți ai Imperiului bizantin.

## Biografie
S-a născut la 13 septembrie 1087 iar momentul apariției sale a produs bucuria împăratului Alexie I Comnenul, care își vedea asigurată succesiunea la tron dar și întristarea unora cum ar fi de exemplu, fiica împăratului, Anna Comnena, care până la apariția acestui prinț era considerată moștenitoarea imperiului. Ei i se așezase la naștere, pe cap, diadema imperială, simbol al puterii pe care urma să o preia. Nu aveam opt ani, a scris Anna Comnena, când începură nenorocirile mele iar momentul acestor nenorociri era considerat de prințesă, atunci când s-a născut Ioan. În momentul morții lui Alexie I, atmosfera în familia Comnenilor era plină de nervozitate. Fiul mai mare al defunctului împărat reușise să ocupe palatul și să se încoroneze, el însă tremura până într-atât pentru soarta sa, încât nu și-a făcut apariția nici măcar la parastasul întru pomenirea tatălui său. Potrivit relatărilor lui Choniates, în primele zile, împăratul se ținea de palat precum caracatița de pietre. Anna Comnena, neizbutind de la bun început să-i răpească fratelui său tronul, a pus la cale, peste mai puțin de un an, un complot, însă soțul ei, contrapretendentul la tron, Nikephor Bryennios, pur și simplu, nu s-a înfățișat la palat la momentul cuvenit și a zădărnicit astfel rebeliunea. Cezarul a fost lăsat la palat, pe Anna însă fratele ei a trimis-o la mănăstire. Pentru frumusețea sa și măreția spiritului, împăratul a fost supranumit de bizantini Kaloioannes, adică Ioan cel Frumos. El nu suporta obscenitățile, grosolănia și, acolo unde se putea, se străduia să evite obișnuitele pe atunci torturi și execuții. Ioan și-a petrecut cea mai mare parte a domniei sale de un sfert de secol în campanii și războaie. În anul 1122, hoardele pecenege au trecut Dunărea. Împăratul le-a ieșit în întâmpinare și, pe o câmpie din Tracia, între adversari s-a încins o luptă crâncenă. Caii ușori ai nomazilor îi salvau pe aceștia de lăncile lungi ale kataphrakților, pecenegii și-au împrejmuit tabăra cu căruțe și se refugiau fulgerător în spatele lor, îndată ce Ioan, în fruntea cavaleriei grele a romeilor, îndrepta lovitura asupra dușmanilor. Cavalerii și-au irosit forțele timp îndelungat, fără vreun rezultat vizibil, până când, în cele din urmă, pedestrimea varegă a sfărâmat căruțele cu securile. Tabăra nomazilor a fost cucerită, majoritatea acestora au căzut în luptă, iar cei rămași, împreună cu femeile și copii, au fost luați prizonieri. Aceasta a fost ultima incursiune a pecenegilor. Ioan Comnenul a înlăturat acest pericol pentru totdeauna, iar romeii, ani îndelungați, au continuat să celebreze această zi memorabilă ca pe o sărbătoare. 

## Conflictul cu Republica Venețiană
Împăratul a refuzat să reînnoiască privilegiile comerciale ale negustorilor venețieni și a dispus expulzarea acestora în afara hotarelor Imperiului. Drept răspuns, flota Republicii Venețiene, condusă personal de dogele Domenico Michiel, a întreprins o serie de atacuri asupra insulelor Rhodos, Chios și Samos. Conflictul a durat 4 ani și s-a sfârșit cu recunoașterea de către Bizanț a propriei înfrângeri. Alte campanii spre apus ale lui Ioan au fost mai reușite.

## Conflictele cu Regatul Sârb și cu Regatul Ungariei
El a izbutit să-i supună pe sârbii din Raška (1124) și să respingă ofensiva regelui ungar Ștefan al II-lea (1128). În anul 1130, rege al Siciliei a devenit Roger II, fratele mai mic al lui Robert Guiscard. Recurgând la un iscusit joc diplomatic, bazat pe alianțe încheiate cu alte state occidentale, basileul a reușit să-l împiedice pe acest dușman înverșunat al Bizanțului să întreprindă atacuri.

## Războaiele din Asia Mică
Începând cu anii 30, Ioan a deplasat centrul de greutate al politicii externe a Bizanțului în Asia Mică. Folosind tactica tatălui său, el a împins treptat granița cu selgiucizii spre est și spre sud. Împăratul a recucerit de la turci cetățile, importante sub raport strategic, Kastamuni și Gangrai (1133), a zdrobit milițiile sultanului de Iconion (1135) și a pus stăpânire pe un șir de orașe din Armenia Ciliciană. Raymond, principele Antiochiei, și Foulques, regele Ierusalimului, cereau cu umilință ajutorul împăratului împotriva musulmanilor. În anul 1137, romeii au asediat, în alianță cu ei, Alepul. Doi ani mai târziu, Ioan a încercat să cucerească Neocezareea, de data aceasta fără franci, însă a fost nevoit să bată în retragere, din cauza trădării fratelui său, sebastocratorul Isaac. Omul acesta, încă în timpul vieții lui Alexie, pusese la cale o rebeliune, apoi fugise din Imperiu în Orient, trăise multă vreme la Iconion și se întorsese la Constantinopol, cu puțin timp înaintea evenimentelor descrise. Având comanda unei părți a armatei, Isaac a fugit pentru a doua oară la selgiucizi și le-a divulgat planul campaniei. În înfrângerea romeilor sub zidurile Neocezareei și-a avut rolul său și bravura nechibzuită a moștenitorului tronului, Manuel, care a inițiat, fără știrea tatălui său, o bătălie de proporții, istovitoare pentru oștire (pentru care lucru a și fost biciuit de furiosul Ioan).

## Decesul

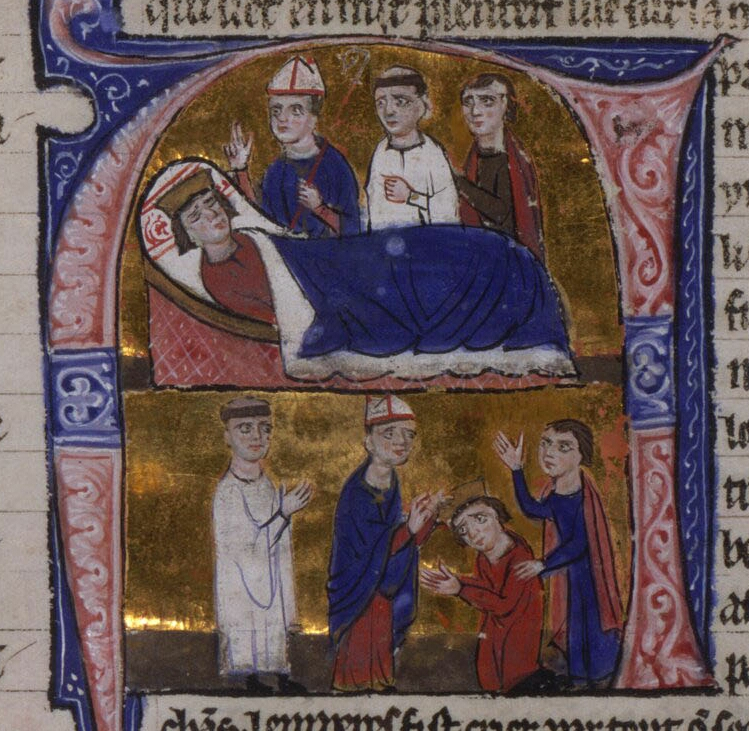
Moartea lui Ioan al II-lea Comnen. Încoronarea lui Manuel I Comnen. Israel, Acre, secolul al XIII-lea.

În aprilie 1143, la o vânătoare de mistreți în împrejurimile orașului Anazarb, de curând recucerit de la turci, Ioan și-a rănit întâmplător mâna cu o săgeată otrăvită. Tratamentul n-a avut succes, mâna s-a infectat și s-a umflat puternic. Nemaiavând încredere în medici, basileul a respins propunerea amputării. La 7 aprilie i-a adunat în cortul său pe comandanții militari și a rostit un discurs în fața lor. Monarhul muribund regreta că a reușit să înfăptuiască atât de puțin pentru binele statului. Întrucât fiii săi mai mari (Alexie, asociat la domnie, și Andronic) muriseră, iar următorul după vârstă, Isaac, nu poseda calitățile necesare, Ioan a transmis puterea fiului său mai mic, Manuel I Comnenul.